# Ronisia
Ronisia Mendes Morges, nota semplicemente come Ronisia (Tarrafal, 13 novembre 1999), è una cantante capoverdiana attiva in Francia.

## Biografia
Ronisia nasce a Tarrafal, a Capo Verde e cresce a Grigny, in Francia. Iscritta al collegio Pablo Neruda, prende lezioni di danza all'Espace Jeunes di Grigny. I giovani del suo quartiere sono convinti che abbia del potenziale come cantante e la incoraggiano ad entrare in studio.

## Carriera
Nel maggio 2019, Ronisia pubblica il suo primo singolo, Plus de Pain. Prosegue con Parano, Désolée, Pourquoi e Loin de moi, che le permettono di acquisire  visibilità sui social network. Nel 2020 ampia ulteriormente il suo pubblico grazie al brano Atterrisage, che ottiene un notevole successo su TikTok e YouTube e viene certificato disco d'oro. Nell'ottobre dello stesso anno firma per l'etichetta Epic Records.
Nel 2021 pubblica i singoli Doucement, Toxic e Comme moi, quest'ultimo insieme al rapper Tiakola. A fine dicembre, con l'uscita del brano Téco, Ronisia annuncia l'arrivo del suo primo album in studio, Ronisia, reso disponibile il 28 gennaio 2022. Il disco è composto da 16 tracce, e presenta le collaborazioni di Ninho ed Eva, oltre al sopracitato Tiakola. Il 9 dicembre dello stesso anno il disco viene ristampato in una nuova versione, contenente 6 brani inediti e collaborazioni con Gazo e CKay.
Il suo secondo album, Era 24 viene pubblicato il 17 novembre 2023, ed è formato da 15 brani più tre tracce bonus. Nell'album sono presenti collaborazioni con Niska, Lisandro Cuxi e la cantante britannica Amaria BB.

## Discografia

### Album in studio
- 2022 – Ronisia
- 2023 – Era 24

### Singoli
- 2019 – Plus de peine
- 2019 – Parano
- 2019 – Désolée
- 2020 – Pourquoi
- 2020 – Loin de moi
- 2020 – Atterrisage
- 2020 – Doucement
- 2021 – Toxic
- 2021 – Dans ça
- 2021 – Comme moi (feat. Tiakola)
- 2021 – Ma philosophie
- 2021 – Bonita
- 2021 – Téco
- 2022 – Longue vie (feat. Eva)
- 2022 – J'élimine
- 2022 – 200 km/h (feat. Gazo)
- 2022 – Problème (feat. CKay)
- 2023 – C'est toi
- 2023 – Joli coeur
- 2023 – I Got U (feat. Niska)
- 2023 – Chill (feat. Lisandro Cuxi)
- 2023 – Fêter ça (feat. Amaria BB)
- 2023 – Méchante/Hey Boo
- 2024 – C'est comment
- 2025 – Call of
- 2025 – Ennemi (con Rsko)
- 2025 – Fan
- 2025 – Swipe